# Родийтербий
Ро̀дийте́рбий — бинарное неорганическое соединение, интерметаллид
тербия и родия
с формулой RhTb,
серые кристаллы.

## Получение
- Спекание стехиометрических количеств чистых веществ:

{\displaystyle {\mathsf {Tb+Rh\ {\xrightarrow {1550^{o}C}}\ TbRh}}}

## Физические свойства
Родийтербий образует кристаллы кубической сингонии, пространственная группа P m3m, параметры ячейки a = 0,3417 нм, Z = 1,
структура типа хлорида цезия CsCl.
Соединение конгруэнтно плавится при температуре ≈1550 °C
.